# Mandatsträgerbeitrag
Mandatsträgerbeiträge (auch Mandatsträgerabgaben oder Mandatsabgaben, in Österreich Parteisteuern genannt) sind regelmäßige Zahlungen von Mandatsträgern (Abgeordnete, hauptamtlichen Politiker wie z. B. Bürgermeister, Aufsichtsratsmandatsinhaber etc.) an die Parteien und Gewerkschaften, die sie für die jeweiligen Aufgaben nominiert haben. Die Zahlungen werden teilweise direkt gezahlt, teilweise kommen sie den Kassen der Fraktionen, Untergliederungen oder Stiftungen zugute. Geregelt sind sie meist in den Satzungen oder Finanzordnungen der jeweiligen Parteien oder Organisation.

## Mandatsträgerbeiträge nach Parteiengesetz
Mandatsträgerbeiträge werden im Parteiengesetz (PartG) definiert. Während Mitgliedsbeiträge regelmäßige Geldleistungen sind, die ein Mitglied auf Grund satzungsrechtlicher Vorschriften entrichtet (§ 27 Abs. 1 Satz 1 PartG), sind Mandatsträgerbeiträge regelmäßige Geldleistungen, die ein Inhaber eines öffentlichen Wahlamtes (Mandatsträger) über seinen Mitgliedsbeitrag hinaus an seine Partei leistet (§ 27 Abs. 1 Satz 2 PartG). Sie werden auch als „Mandatsabgaben“ bzw. „Parteisteuern“ bezeichnet. Mandatsträger sind Mitglieder von Parlamenten und Regierungen, direkt oder indirekt gewählte Kreis-, Gemeinde- und Ortsräte sowie Bürgermeister und Landräte. Mandatsträgerbeiträge zählen wie Mitgliedsbeiträge oder Spenden zu den so genannten Zuwendungen natürlicher Personen (§ 18 Abs. 3 Nr. 3 PartG) und bilden einen wesentlichen Beitrag zur Parteienfinanzierung.
Davon zu unterscheiden sind die Beiträge, die Abgeordnete an ihre Fraktionen leisten.
Mit der Änderung des Parteiengesetzes im Jahre 2002 hat der Gesetzgeber die Erhebung von Mandatsträgerbeiträgen ausdrücklich vorgesehen. Damit geht der Gesetzgeber offensichtlich auch von der Zulässigkeit ihrer Erhebung aus.
Begründet werden die Mandatsträgerabgaben unter anderem damit, dass die begünstigten Parteigliederungen vielerlei geldwerte Leistungen für ihre Abgeordneten und Ratsmitglieder erbringen.
Die privatrechtliche Verbindlichkeit der Mandatsträgerbeiträge ist – neben der Frage der verfassungsrechtlichen Zulässigkeit – streitig. 
Einerseits wird aus dem Wortlaut des § 27 Abs. 1 Satz 2 gefolgert, dass das PartG nicht von einer Rechtspflicht zur Entrichtung der Mandatsträgerbeiträge ausgehe. Anders als Mitgliedsbeiträge, die nach dem Gesetzeswortlaut ihren Rechtsgrund in den satzungsrechtlichen Vorschriften haben (§ 27 Abs. 1 Satz 1 PartG), stelle das Gesetz bei Mandatsträgerbeiträgen nicht auf eine Verpflichtung zur Zahlung, sondern auf die Bewirkung der Leistung, also die Zahlung selbst ab. In Bezug auf die Publizitätspflichten behandele das PartG Mandatsträgerbeiträge zudem wie Spenden und nicht wie Mitgliedsbeiträge (§ 25 Abs. 3). Auch das Bundesfinanzministerium geht für die steuerliche Behandlung von einer Freiwilligkeit der Mandatsträgerbeiträge aus. Sind Mandatsträgerbeiträge freiwillig, scheide eine Einklagbarkeit aus bzw. erscheine zweifelhaft.
Dem wird in neueren Veröffentlichungen entgegengehalten, dass sehr wohl eine privatrechtliche Verbindlichkeit der Mandatsträgerbeiträge bestehe, wenn diese durch individuelle Vereinbarung zwischen Mandatsträger und Partei oder unmittelbar durch Parteistatut begründet wird. Dies folge daraus, dass sich der Mandatsträger aus freien Stücken zur Zahlung verpflichtet. Hieraus ergebe sich dann auch die Einklagbarkeit der zivilrechtlich geschuldeten Mandatsträgerbeiträge.
Der Bundesgerichtshof hat 2023 entschieden, dass Mandatsträgersonderbeiträge von den Parteien aufgrund ihrer Parteisatzungen grundsätzlich zivilrechtlich verbindlich und einklagbar eingeführt werden dürfen.

## Regelungen der Parteien
Die Satzungen von allen im Bundestag vertretenen Parteien sehen die Verpflichtung zur Entrichtung von Mandatsträgerbeiträgen vor. Die jeweilige Höhe der Sonderbeiträge ist außer bei der CSU in keiner dieser Satzungen bestimmt, sondern wird von bestimmten Organen  der entsendenden Gliederungen  festgelegt bzw. mit den Betroffenen vereinbart. Was die Verbindlichkeit der Verpflichtung zur Leistung der Mandatsträgerbeiträge angeht, unterscheiden sich die Bestimmungen der Parteien erheblich. Bei einigen wird ausdrücklich von freiwilligen Leistungen gesprochen. Bei anderen führt die Nichtleistung zum automatischen Verlust der Mitgliedschaft. Im März 2024 wurde Nicolaus Fest so wegen Nichtzahlung dieser Beiträge aus der AfD ausgeschlossen.

## Höhe der Mandatsträgerabgaben
Die Höhe der Mandatsträgerabgaben ist unterschiedlich. Während die Gewerkschaften eine Abführung des größten Teils der Aufsichtsratstantiemen verlangen, leisten Parteipolitiker meist zwischen 10 % und 20 % ihrer Bezüge oder Abgeordnetenentschädigungen.
Die Parteien haben 1989 gegenüber dem Bundesverfassungsgericht angegeben, folgende Anteile der Beiträge würden auf Mandatsträgerabgaben entfallen: Die Grünen lagen mit 50 Prozent weit vorn, bei CDU, CSU und SPD lag der Anteil im Jahr 1989 zwischen 18 und 29 Prozent. Die Weizsäcker-Kommission hat 1993 den Anteil der Mandatsträgerabgaben auf 20 bis 25 Prozent geschätzt. Mandatsträgerabgaben sind damit ein relevanter Teil der Parteienfinanzierung.
Auch die Bedeutung der Sonderbeiträge für die Finanzen der Parteien ist unterschiedlich. Der Anteil der Mandatsträgerbeiträge an den Gesamteinnahmen variiert von 4,6 % bis 17 %. Ein überwiegender Teil der Mandatsträgerbeiträge fließt an die unteren Gliederungen der Parteien (Kreis- und Ortsverbände), bei denen diese teilweise die Haupteinnahmequelle darstellen.
Im Jahr 2003 wurden laut Rechenschaftsbericht zugunsten der SPD insgesamt 22,5 Mio. € Mandatsträgerbeiträge geleistet; dies entspricht einem Anteil von 12,5 % an den Einnahmen der Partei.
Bei der CDU waren es insgesamt 18 Mio. € (12,9 %). Die Mandatsträger der FDP leisteten 1,3 Mio. € (4,6 %). Die Vorgängerin der Linkspartei, die PDS, sammelte 1,1 Mio. € Mandatsträgerbeiträge ein (5,1 %). Die Mandatsträger der Partei Bündnis 90/Die Grünen leisteten insgesamt 4,5 Mio. € (17 %). Zugunsten der CSU wurden insgesamt 3,3 Mio. € Mandatsträgerbeiträge geleistet (6,9 %).

## Verfassungsrechtliche Bedenken
Gegen die Pflicht zur Zahlung von Mandatsträgerbeiträgen wurden in der Literatur verschiedentlich verfassungsrechtliche Bedenken erhoben. So wurde vorwiegend in älteren Publikationen eingewandt, dass Mandatsträgerbeiträge einerseits die Unabhängigkeit der Abgeordneten verletzten und andererseits eine Form der unzulässigen Parteienfinanzierung darstellten. Die heute wohl herrschende Meinung geht aber von der verfassungsrechtlichen Zulässigkeit von Mandatsträgerbeiträgen aus. Die Mandatsträger seien in ihrer Unabhängigkeit nicht unzulässig eingeschränkt, da sie sich freiwillig zur Zahlung der Beiträge verpflichtet haben und sich der Beitragspflicht für die Zukunft durch Parteiaustritt entziehen können, ohne ihr Mandat zu verlieren. Schließlich knüpfe die Beitragspflicht auch nicht an ein bestimmtes parlamentarisches Verhalten und sei darum unbedenklich.
Das Bundesverfassungsgericht hat sich zur Zulässigkeit von Mandatsträgerbeiträgen bisher nicht ausdrücklich geäußert, jedoch bereits eine rechtliche Einordnung der Mandatsträgerbeiträge bei Fragen der Parteienfinanzierung vorgenommen, ohne bei dieser Gelegenheit deren Verfassungsmäßigkeit in Zweifel zu ziehen. Der Bundesgerichtshof hat 2023 entschieden, dass die Erhebung von Mandatsträgersonderbeiträgen jedenfalls für kommunale Mandatsträger mit der Verfassung grundsätzlich zu vereinbaren ist.